# L'Hospitalet de Llobregat
Hospitalet de Llobregat (oficiálně L'Hospitalet de Llobregat) je španělské město v Katalánsku, ležící na břehu řeky Llobregat, v metropolitní oblasti Barcelony a ve stejnojmenné comarce. 
Město je situováno mezi Barcelonou, Esplugues de Llobregat, Cornellá de Llobregat a El Prat de Llobregat, na západě sousedí s vrchovinou Serra de Collserola, národním parkem s nejvyšším vrchem 514 m n. m. 
Počet obyvatel k roku 2024 dosáhl 279 993, což z něj činí druhé největší město Katalánska. Zalidněním 20 753,956 obyvatel na kilometr čtvereční je tak městem s největší hustotou obyvatel Španělska a řadí se i mezi nejvíce zalidněné v Evropě.

## Název
Název města znamená v katalánštině malý špitálek a vychází z označení ubytovny pro poutníky. Původní římský název obce Provençana byl odvozený z latinského termínu Provius nebo Proventius.

## Historie

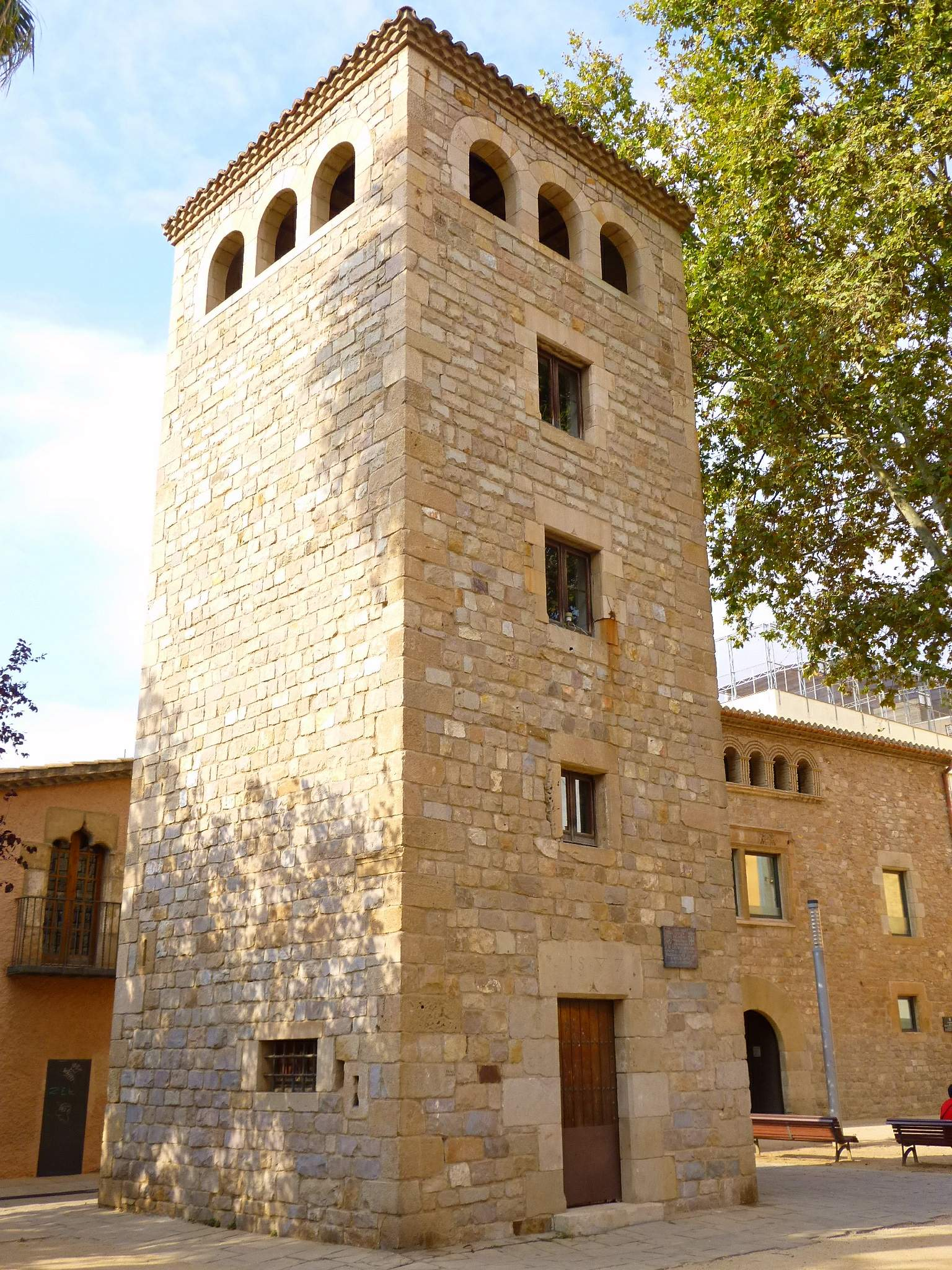
Středověká obranná věž, nyní sídlo muzea

Archeologickými nálezy je doloženo osídlení od mladšího pravěku (neolit. K římské provincii Iberia byla oblast připojena ve 2. století před naším letopočtem. Z té doby pochází reliéf kamenné hlavy Medusy, vystavené v Archeologickém muzeu Katalánska v Barceloně. Písemnými prameny je město doloženo od 10. století, tehdy se nazývalo Provençana. Industrializace oblasti v polovině 19. století vedla k založení papíren a textilní továrny. Až do počátku 20. století zde žilo jen 5000 obyvatel, jejich počet zásadně stoupl jednak připojením tří sousedních sídel: Centre, Santa Eulàlia a Collblanc, dále populační explozí v 60. a 70. letech 20. století a následným přistěhovalectvím. 
Nejvíce přistěhovalců pochází z Latinské Ameriky. Oficiální statut města L'Hospitalet dostal až roku 1925 od krále Alfonse VII.
V současnosti jde o moderní velkoměsto s průmyslovou zónou a množstvím mrakodrapů v administrativním centru, ale také letovisko, využívající blízkosti Středozemního moře. 

## Doprava
Městskou dopravu obstarávají tramvaje (trambaix), autobusy a jezdí sem barcelonské metro trasy L1 a L5, L9 a L10.

## Památky

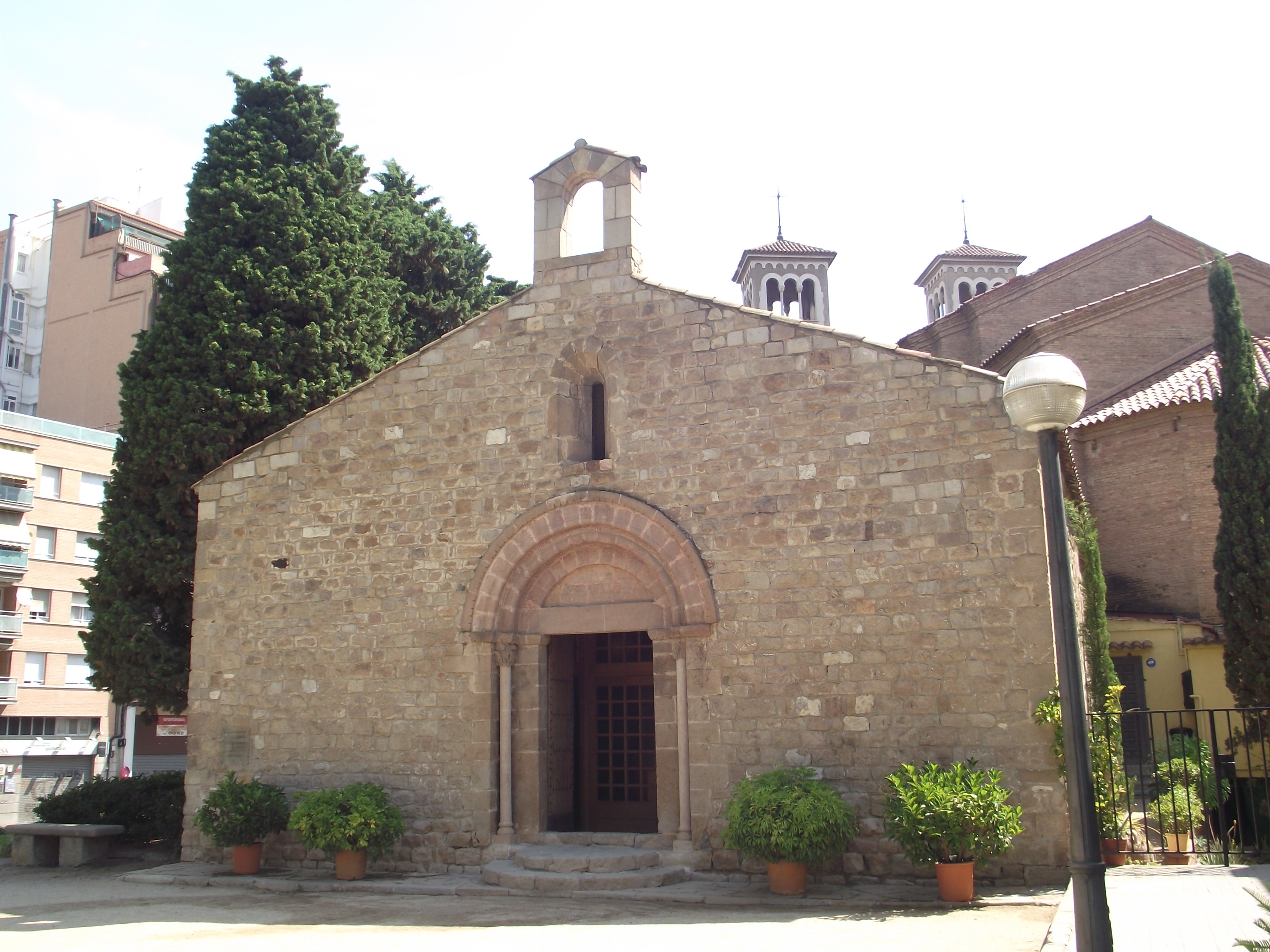
Kostel Santa Eulàlia de Provençana

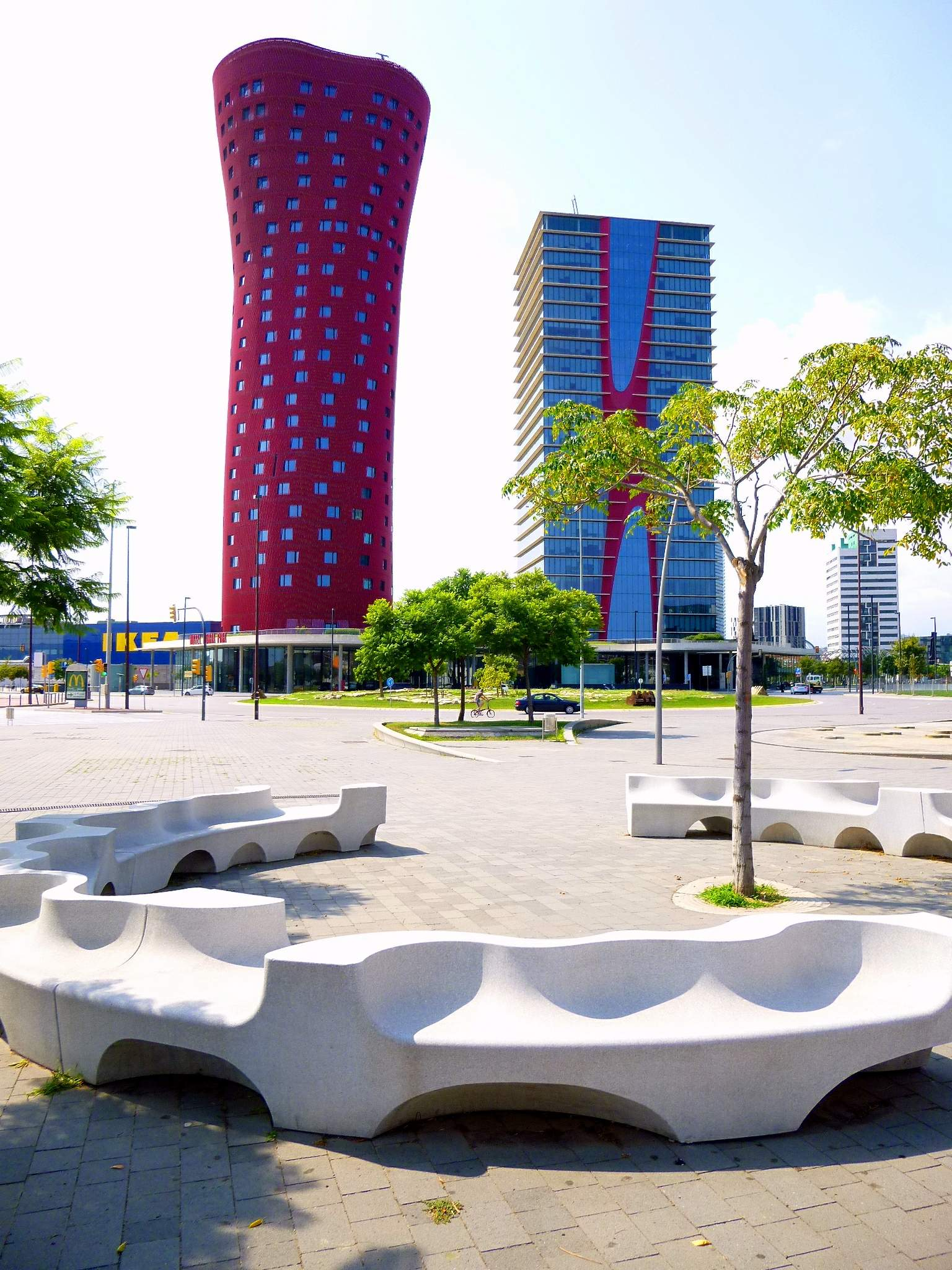
Hotel Porta Fira a administrativní budova Torre Realia, dominanty moderního L'Hospitaletu

- "Talaia" nebo "Can Modolell de la Torre" - středověká strážní věž, přestavěná roku 1587; s přilehlým domem je nyní sídlem muzea
- kostel svaté Eulálie (Eglésia Santa Eulàlia de Provençana), patronky města; drobná románská stavba, založená roku 1101
- Akvadukt Can Nyac se vstupní branou

## Místní kuchyně
Katalánská kuchyně je v restauracích nabízena s místní specialitou, silným nepasterizovaným pivem Cervesa Glops.  

## Partnerská města
- (Bezons), Francie
- Tuzla, Bosna a Hercegovina
- Santa Cruz de la Sierra, Bolívie
- Havana, Kuba
- , Managua, Nikaragua
- Caracas, Venezuela